# دانيال كيمارايس
دانيال كيمارايس هو لاعب كرة قدم برازيلي في مركز حراسة المرمى، ولد في 18 أبريل 1987 في تيمتيو ‏ في البرازيل. لعب مع ناسيونال ماديرا.

## وصلات خارجية
- دانيال كيمارايس على موقع قاعدة بيانات كرة القدم.إي يو (الإنجليزية)
- دانيال كيمارايس على موقع Soccerway.com (الإنجليزية)